# Bartolomeo Bulgarini

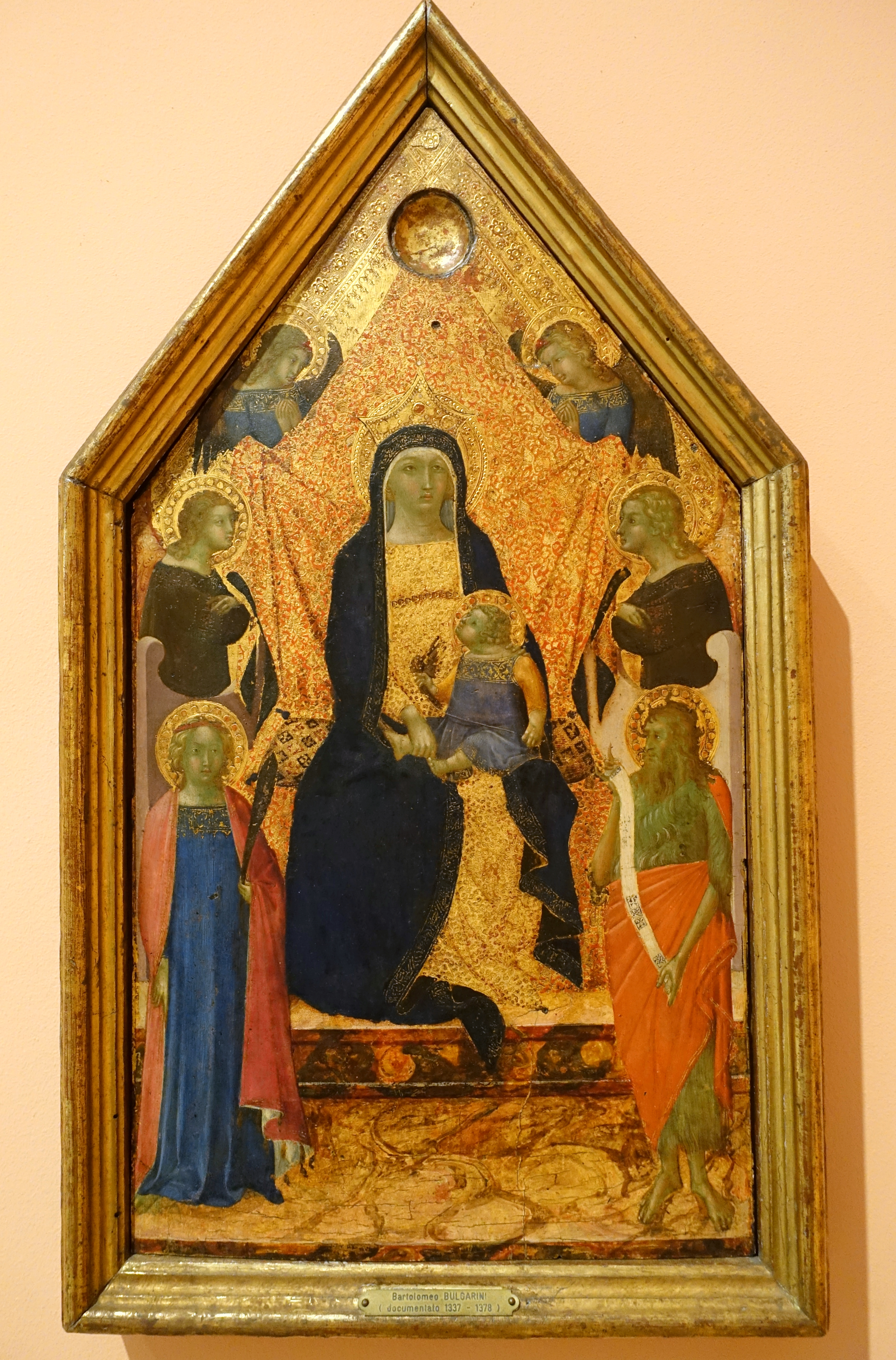
La Virgen y el Niño entronizados entre cuatro ángeles, una mártir y san Juan Bautista, temple sobre tabla, 48 x 26 cm, Madrid, Museo Thyssen-Bornemisza.

Bartolomeo Bulgarini (ft. Siena, 1337-1378) fue un pintor gótico italiano.

## Biografía
Giorgio Vasari lo mencionó en Le vite de’ più eccellenti pittori con el nombre de Bartolomeo Bolghini o Bologhini como discípulo de Pietro Lorenzetti y autor de un políptico para la capilla de San Silvestre en Santa Croce de Florencia y de otras muchas pinturas para Siena, donde se habría contado entre los más destacados pintores de su escuela. Documentalmente se le encuentra citado a partir de 1337 como pintor de las cubiertas de madera de los libros de contabilidad del tesoro de Siena, los llamados tavolette di Biccherna, y en 1345 colaborando en la decoración del Palacio Público, sede del poder comunal. También por encargo del gobierno de la ciudad pintó en 1349 una imagen de la Virgen en la Porta Camollia. En 1373 pintó un retablo para el Ospedale di Santa María della Scala, de cuya hermandad era miembro junto con su esposa Bartolomea, concluyendo las noticias en 1379, cuando se traspasó a otro pintor un retablo que había dejado inacabado.

## Obra
La ausencia de obras documentadas conservadas ha llevado a atribuir a Bartolomeo Bulgarini, con reservas, una serie de obras agrupadas por Bernard Berenson en torno al nombre convencional de Ugolino Lorenzetti, por encontrar en ellas las influencias cruzadas de Ugolino di Nerio y Pietro Lorenzetti, a las que Millard Meiss agregó en 1931 las obras que se habían asignado a un llamado Maestro Ovile, que él mismo identificó poco más tarde con Bulgarini al encontrar su mano en una de las tavolette di Biccherna. Una Natividad conservada en el Fogg Art Museum de Cambridge (Massachusetts), atribuida al Maestro Ovile, permitiría corroborar la identificación con Bulgarini al localizarse su nombre en 1986 en un inventario de la catedral de Siena pocos años posterior a la muerte del pintor, en el que se le atribuía la autoría del retablo de San Vittore del que procede la citada Natividad.
Ciertos arcaísmos, derivados de la obra de Duccio di Buoninsegna, hacen pensar que Bulgarini iniciase su formación en el taller de Duccio, formación que se vería renovada por la influencia de Lorenzetti, tal como se aprecia en una obra relativamente temprana como es el tríptico de Sestano, repartido entre el museo de Villa Guinigui en Lucca, los Museos Capitolinos y la National Gallery of Art. De fechas más avanzadas son la Natividad del Fogg Art Museum o la Asunción de la Virgen de la Pinacoteca Nazionale de Siena, en las que se acusa una mayor tendencia al decorativismo influido por Simone Martini.